# American Academy of Religion
L'American Academy of Religion (AAR), en français « Académie américaine de religion » est la plus grande association mondiale de chercheurs dans le domaine des sciences des religions et des sujets connexes. Elle compte près de 10 000 membres dans le monde, la plus grande concentration étant aux États-Unis et au Canada.
Les membres de l'AAR sont des professeurs d'université et de collège, des universitaires indépendants, des enseignants du secondaire, des membres du clergé, des séminaristes, des étudiants et des laïcs intéressés.

## Histoire
L'AAR est fondée en 1909 sous le nom de Association of Biblical Instructors in American Colleges and Secondary Schools, association des  instituteurs bibliques dans les collèges et lycées américains,. En 1933 elle devient National Association of Biblical Instructors, Association nationale des instructeurs bibliques (NABI. Elle trouve son nom actuel en 1962, pour favoriser l'étude critique de toutes les religions,. 
Le Journal of the American Academy of Religion est lancé en 1933. Il est publié de façon trimestriel par Oxford University Press au nom de l'AAR . Religious Studies News est le magazine de vulgarisation scientifique de l'organisation ; il est passé d'une publication imprimée à une publication en ligne en 2010.
Chaque novembre, AAR organise un congrès mondial, la plus grande réunion annuel au monde pour les chercheurs en sciences des religions.